# NGC 3656

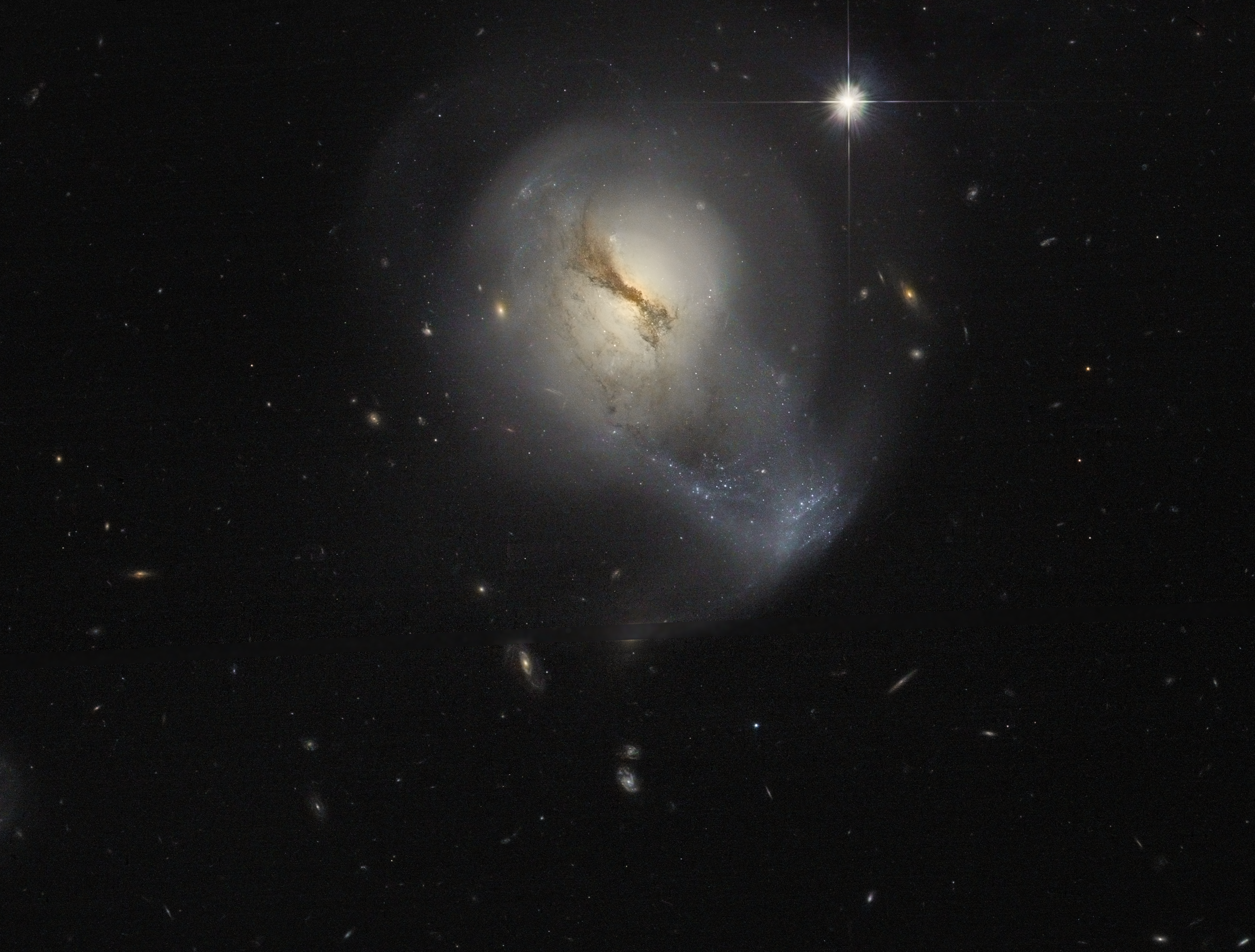
Une composition basée sur les données captées par le télescope spatial Hubble et par l'étude SDSS réalisée par « solomon »

NGC 3656 est une galaxie lenticulaire irrégulière et située dans la constellation de la Grande Ourse. NGC 3656 a été découverte par l'astronome germano-britannique William Herschel en 1789.

## Caractéristiques
NGC 3656 présente une large raie HI et c'est une galaxie LINER, c'est-à-dire une galaxie dont le noyau présente un spectre d'émission caractérisé par de larges raies d'atomes faiblement ionisés.

### Distance
Sa vitesse par rapport au fond diffus cosmologique est de
Sa vitesse par rapport au fond diffus cosmologique est de 3 052 ± 13 km/s, ce qui correspond à une distance de Hubble de 45,0 ± 3,2 Mpc (∼147 millions d'al).
À ce jour, une mesure non basée sur le décalage vers le rouge (redshift) donne une distance d'environ 42,600 Mpc (∼139 millions d'al). Cette valeur est à l'intérieur des valeurs de la distance de Hubble.

## Supernova
Deux supernovas ont été découvertes dans NGC 3656, SN 1963K et SN 1973C

### SN 1963K
1963K a été découverte par Bertaud le 15 juin 1963. Le type de cette supernova n'a pas été déterminé.

### SN 1973C
1971K a été découverte par l'astronome américain Charles Thomas Kowal le 11 janvier 1973. Le type de cette supernova n'a pas été déterminé.